# حمام السمرة (نابلس)
حمام السمرة (نابلس) يطلق عليه أيضاً حمام الهناء، سمي نسبة إلى الطائفة السامرية الموجودة في المدينة والذين كانوا يستخدمونه بشكل أكبر من غيرهم، وهو موجود في حي السمرة في حارة الياسمينة. ويعتبر من الحمامات التركية المشهورة في مدينة نابلس خاصة وفلسطين عاما وأكثرها جمالا وتميزا، ويأتي إليه الكثير من أبناء المدينة وسائر مناطق الضفة الغربية وفلسطينيو 48 والزوار الأجانب. من أجمل حمامات نابلس واكثرها صحة ومتعه وراحه. يسمى الآن بحمام الهناء.

## التاريخ
ويعود تاريخه إلى ما قبل 2150 عام، ويعتبر من أشهر الحمامات في نابلس واجملها، وقد أنشأه السامريون الذين يقطنون في جبل جرزيم أحد جبلي المدينة يقع في البلدة القديمة وبالتحديد في حارة الياسمينة، يديره ويشرف عليه المعالج الطبيعي حازم مرعي، وقامت عائلة طوقان بشرائه وقامت بدورها بتأجيره لعائلات مختلفة منهم عائلة المختار لطفي الحامد وأولاده محمود وحمدي وضياء، ومع احتلال الأراضي الفلسطينية تم اغلاق الحمام وترك لسنوات عديدة وهدمه الاحتلال وأصبح مكباً لنفايات العائلات المجاورة وبقي على هذا الحال 30 عاما.
وفي عام 1996 قام مرعي باستئجار المكان وترميمه على حسابه الخاص، والسبب في ذلك كما قال أنا اهتم بإعادة واحياء التراث بكافة أشكاله والحمامات التركية، والعلاج بالماء هو تراث عربي اصيل يجب أن يبقى لفائدته الروحية والتراثية.

## العمارة
يتكون الحمام من قاعة صيفية باردة وأخرى شتوية دافئة وثالثة ساخنة يتعرض لها الزائر بالتوالى خشية التعرض للفحات الهواء. تعمل الحمامات بدءاً بتسخين الأرضية المصنوعة من الحجارة الخاصة بتمرير الهواء الساخن أسفل الحجر إضافة إلى إدخال أشعة الشمس عبر فتحات دائرية مغطاة بالزجاج الملون. وإضافة إلى الغرف والقاعات المفتوحة يشمل الحمام خلوات وهي المكان المخصص للاستحمام وتحتوي على اجران وهي أوعية حجرية يجمع بها الماء الساخن والبارد، وقاعة ساونا لتسخن الواجهات والأرضيات بمواسير مياه ساخنة، وقاعة بخار يضخ إليها بواسطة جهاز طبي خاص. 
ويبدا الزائر رحلة الحمام بوضع أغراضه في صندوق أمانات ويتسلم الأغراض الخاصة بالحمام، وهي عبارة عن وزار وهي قطعه قماش تلف على الخصر وقطعة صابون ومنشفة ويدخل الزائر إلى القاعة الساخنة ويستلقي على الأرضية الساخنة لمدة 10 دقائق أو اكتر وذلك لإخراج البرودة من الجسم.ىوبعدها يدخل قاعة الساونا أو البخار علما ان البخار موجود في كل الحمام لكن هذة القاعة اكتر حرارة وتستطيع الغطس أيضا في المغطس الصحي الساخن جدا مشابه للجاكوزي، ثم يتوجه بعدها إلى غرفة خاصة لتجرى عملية التكييس بهدف التخلص من الأوساخ والخلايا الميتة وتفتيح مسام الجلد، وبعدة يمكنه عمل علاج طبيعي أو مساج عند متخصص للعلاج الطبيعي وحمام بارد في النهاية، ثم ينتهي بقاعة الاستراحة للضيافة ويتناول المشروبات الساخنة والباردة.
ويحرص أصحاب حمام السمرا على وجود مختصين في العلاج الطبيعي ما يحول الحمام إلى مكان للنقاهة أيضا، وقال مسؤول العلاج الطبيعي في الحمام أنه إضافة إلى المساج فإنه يقدم علاجات طبية لعدة حالات. وأضاف الحمام استمد شهرته خصوصا من زفة العريس وحناء العروس حيث يحضر العريس ورفاقه للاستحمام ومن هناك ينطلقون بالزفة فيما يكون للعروس نصيب وافر حيث تقضي مع النساء سهرة الحناء يتخللها اغان خاصة تردد في الحمامات.
يتكون الحمام من قاعه صيفيه باردة غرفه استقبال، لتقديم المشروبات الساخنة والأرجيله والوجبات، وغرفه واسعه مع نافورة في الوسط ومقاعد جانبيه تراثيه جميله، وقاعه شتويه دافئه لتبديل الملابس وهي مشابهه لغرفة الاستقبال لكنها في الداخل أكثر ودافئه تستخدم لتبديل الملابس والراحة، وقاعه ساخنة قريبة من غرفه تبديل الملابس تستطيع الدخول مباشرة إلى القاعة الساخنة والاستمتاع بالحمام الساخن والساونا والمغطس.